# Oecomys rutilus
Oecomys rutilus es una especie de roedor de la familia Cricetidae.

## Distribución geográfica
Se encuentra en la Guayana Francesa, Guayana Surinam y Venezuela. 